# Willem Hendrik Gispen (neurowetenschapper)
Willem Hendrik Gispen (Utrecht, 24 mei 1943) is een Nederlandse bioloog en neurowetenschapper. Van 2001 tot 2007 was hij rector magnificus van de Universiteit Utrecht.

## Leven en werk
Gispen studeerde biologie aan de Rijksuniversiteit Utrecht en promoveerde daar in 1970 op een neurowetenschappelijk onderwerp. Tijdens zijn studententijd was hij lid van de studentenvereniging S.S.R.-U.
Hij deed postdoctoraal onderzoek in de Verenigde Staten, Italië en Zweden. Hierna werd hij hoofd van de afdeling Moleculaire Neurobiologie aan de Universiteit Utrecht. In 1980 werd hij hoogleraar en in 1988 directeur van het Rudolf Magnus Instituut voor Neurowetenschappen, tegenwoordig onderdeel van het UMC Utrecht. Van 1996 tot 1999 was hij decaan van de faculteit geneeskunde.
Gispen is sinds 1991 lid van de Koninklijke Nederlandse Akademie van Wetenschappen (KNAW) en de Academia Europaea. Eerder was hij voorzitter van de Federation of European Neuroscience Societies. Ook is hij redacteur van het European Journal of Pharmacology. Vanaf 1 november 2008 was hij lid van de Raad van Toezicht van de Technische Universiteit Eindhoven. Deze benoemingstermijn liep tot 1 november 2014.
Voor zijn wetenschappelijke onderzoek over neuroplasticiteit ontving hij o.a. eredoctoraten in de Verenigde Staten, Italië, Rusland en Moldavië.
In zijn functie als rector van de Universiteit Utrecht werd hem in de zomer van 2006 verweten censuur uit te oefenen op de afscheidsrede van de theoloog en hoogleraar Pieter van der Horst. In maart 2007 werd hem verweten het universiteitsblad van de Universiteit Utrecht te censureren. Het betrof het slechts deels weergeven van de visie van directeur Gijs van Ginkel op de kwestie Debye. Op advies van de commissie Terlouw handhaafde de Universiteit Utrecht uiteindelijk begin 2008 toch de naam van het Debye Instituut.
Gispen werd op 12 oktober 2007 als rector magnificus opgevolgd door professor Hans Stoof.
Hij is sinds 22 maart 2010 beschermheer van het Heerendispuut Nobiscum.
Voor zijn vele wetenschappelijke en andere verdiensten werd Gispen op 3 september 2012 benoemd tot Ridder in de Orde van de Nederlandse Leeuw.

## Publicaties (selectie)
- Willem Hendrik Gispen: Het geluk van de ijsvogel. Woorden als vleugels van stilte. Beilen, Pharos, 2013. ISBN 978-90-79399-46-8
- W.H. Gispen: Ik adem Utrecht. Utrecht, Matrijs, 2010. ISBN 9789053454084
- W.H. Gispen: Raadsels in het donker. Inaugurele rede Rijksuniversiteit Utrecht, 1981. Geen ISBN
- Willem Hendrik Gispen: Over de relatie tussen het gestoorde voorwaardelijke vluchtgedrag van hypofyseloze ratten en het RNA-metabolisme in de hersenstam. Proefschrift Rijksuniversiteit Utrecht. Rotterdam, Bronder-Offset, 1970. Geen ISBN.